# Væddeløb paa Travbanen
|  | Denne artikel er oprettet af botten PalnaBot ud fra en ekstern database. Den kan derfor have sproglige fejl eller mangler. Denne skabelon kan fjernes efter kontrol af indholdet. |

Væddeløb paa Travbanen er en film instrueret af Peter Elfelt.

## Handling
Travløb, tilskuere og ledelse.